# 拉基博伊 (內華達州)
拉基博伊（英語：Lucky Boy）是位於美國內華達州米納勒爾縣的鬼鎮。

## 歷史
拉基博伊的郵局於1909年設立，其後於1913年停運。

## 地理
拉基博伊所處的海拔為高於海平面1894米（即6214英呎），而該地所採用的時區為UTC-8，即太平洋时区（PST）。同時該地設有夏令時間，為UTC-8調快一小時，即UTC-7（PDT）。